# Gestreepte baardvogel
De gestreepte baardvogel (Psilopogon lineatus synoniem: Megalaima lineata) is een baardvogel die voorkomt van India tot West-Maleisië.

## Beschrijving
De gestreepte baardvogel is 29 cm lang. Hij is -net als de andere Aziatische baardvogels- vrij plomp van bouw en van boven groen gekleurd. Hij heeft een forse snavel met borstels aan de basis en een gele oogring. De kop, hals, borst en buik zijn bleek bruinachtig gekleurd. Het verenkleed is daar ook gestreept, maar op afstand is dit lastig te zien.

## Verspreiding en leefgebied
De gestreepte baardvogel komt voor in het noordwesten van India, Bangladesh, Myanmar, Zuid-China, Cambodja, Laos, Vietnam en Thailand en het schiereiland Malakka. Verder ook op Java. Het is een standvogel van verschillende typen bos tot op een hoogte van 1200 m boven de zeespiegel, maar ook van cultuurlandschap zoals kokospalmplantages en boomgaarden.
De soort telt twee ondersoorten:
- P. l. hodgsoni: van noordwestelijk India en Nepal tot zuidelijk China, Indochina en Malakka.
- P. l. lineatus: Java en Bali.

## Status
De gestreepte baardvogel heeft een enorm groot verspreidingsgebied en daardoor alleen al is de kans op uitsterven uiterst gering. De grootte van de populatie is niet gekwantificeerd. Er is aanleiding te veronderstellen dat de soort in aantal stabiel blijft. Om deze redenen staat deze baardvogel als niet bedreigd op de Rode Lijst van de IUCN.

Fotoserie van een gestreepte baardvogel bij zijn nest in Kolkata (India)
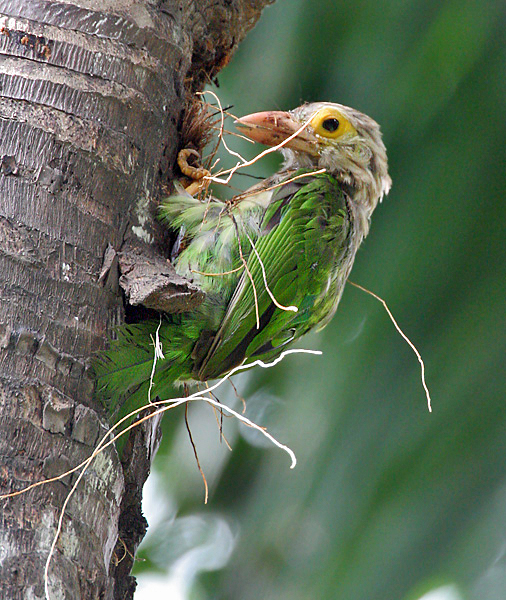
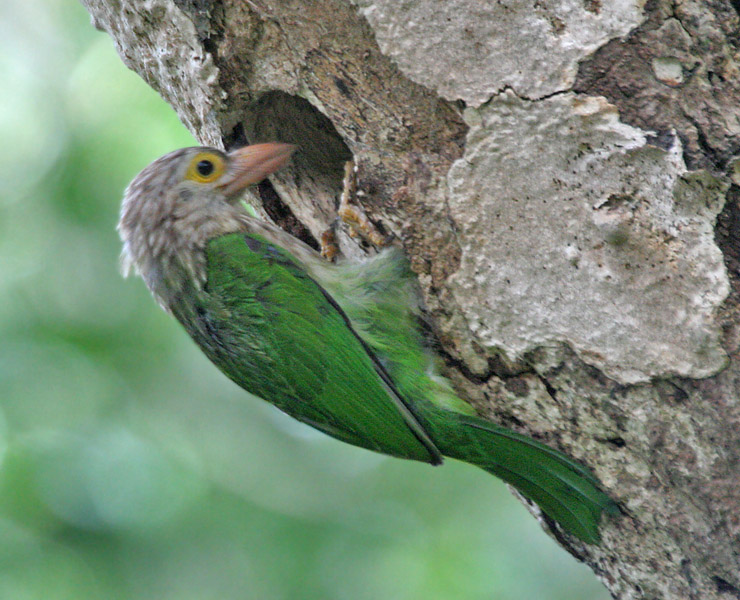
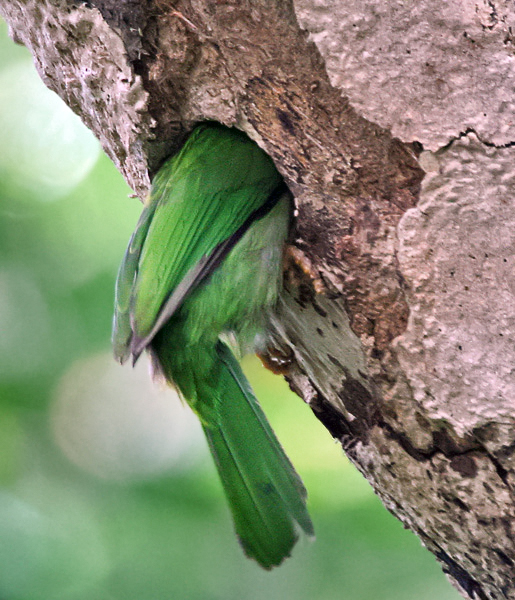
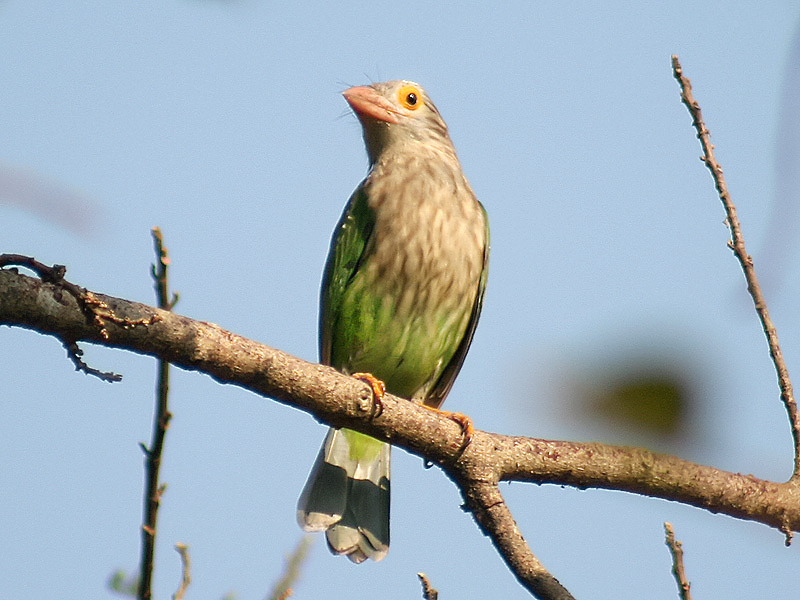
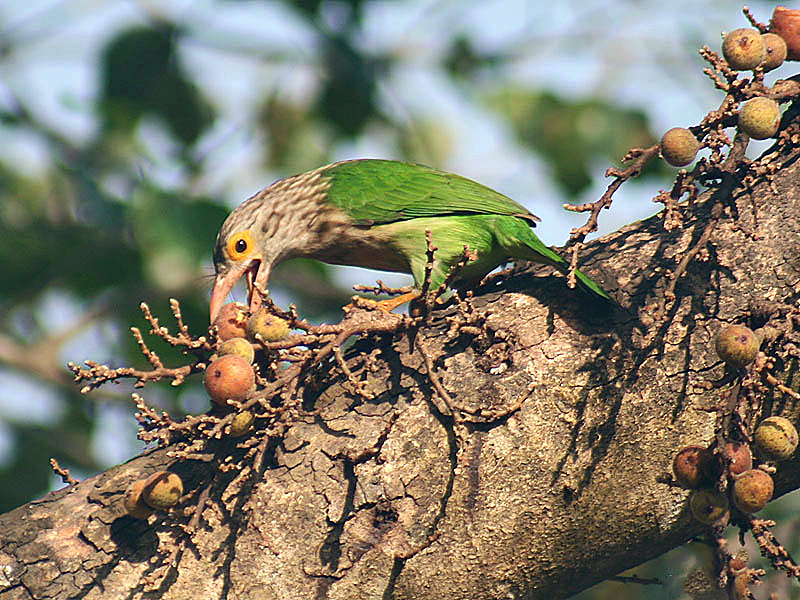
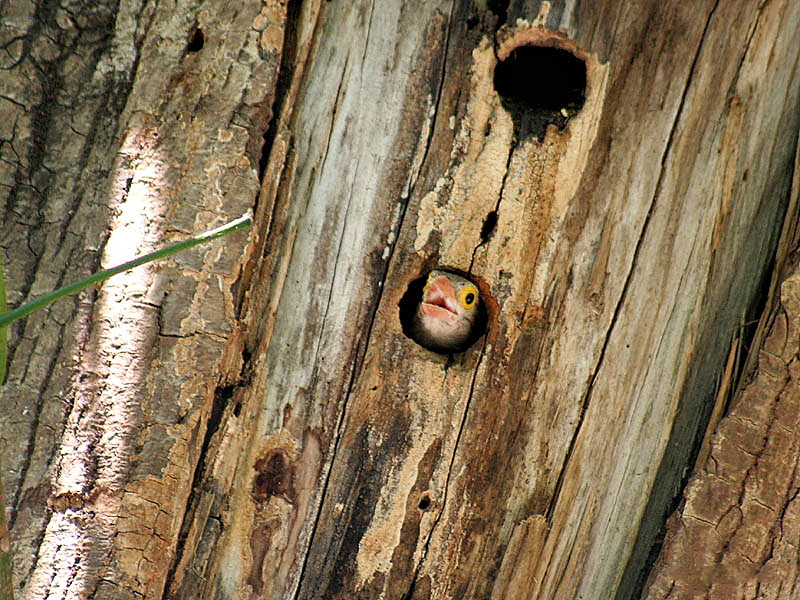
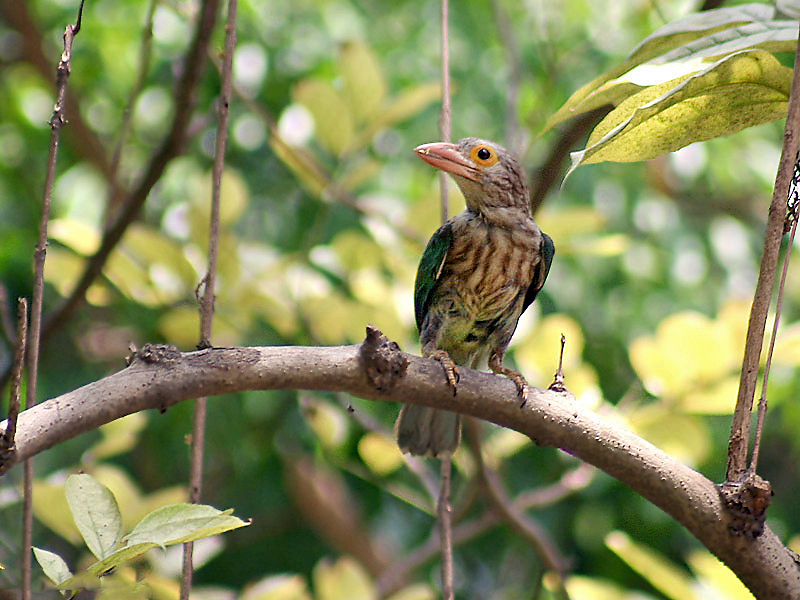
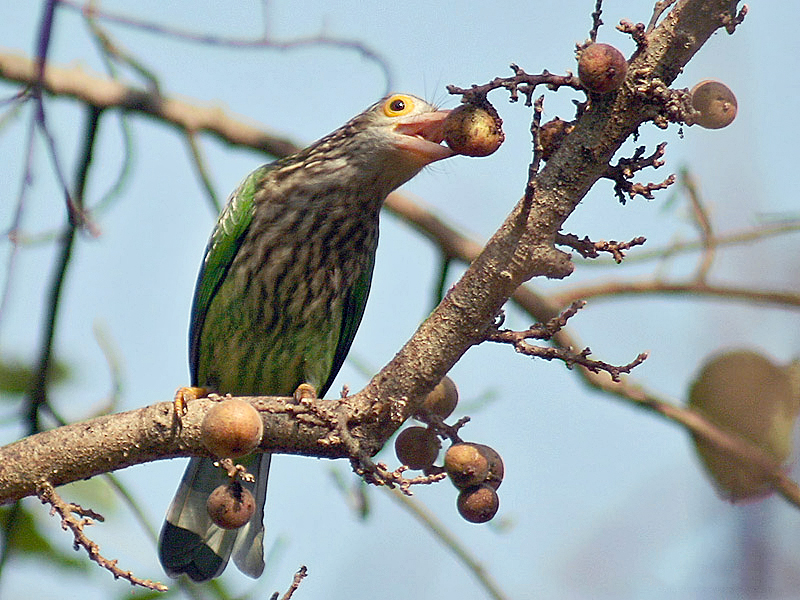